# Getal van Euler (natuurkunde)
Het getal van Euler, aangeduid door het symbool Eu, is een dimensieloos getal dat de verhouding tussen drukval en dynamische druk weergeeft in de vloeistofdynamica.
{\displaystyle \mathrm {Eu} ={\frac {\Delta p}{\rho v^{2}}}}
Daarin is
{\displaystyle \Delta p} het drukverschil [Pa]
{\displaystyle \rho } de dichtheid [kg m−3]
{\displaystyle v} de snelheid [m s−1]
Het getal is genoemd naar Leonhard Euler (1707-1783).